# Saint-Ismier
Pour la commune suisse, voir Saint-Imier.
Saint-Ismier est une commune française située à une douzaine de kilomètres au nord-est de Grenoble dans le département de l'Isère en région Auvergne-Rhône-Alpes. Elle est rattachée à l'arrondissement de Grenoble, au canton du Moyen Grésivaudan et à la communauté de communes Le Grésivaudan. Cette petite ville a vu sa population augmenter à 7000 habitants et son territoire s'urbaniser durant la seconde moitié du XXe siècle mais  garde encore d'importantes zones rurales éparses, agricoles et forestières.
Les habitants de la commune se dénomment Ismérusiens.

## Géographie

### Localisation
La commune est distante de 13 km du centre de la ville de Grenoble, chef-lieu du département de l'Isère, située au sud-ouest, en aval de la rivière Isère. Sa distance avec Lyon, chef-lieu de la région Auvergne-Rhône-Alpes est de 117 km et enfin sa distance avec Paris est de 588 km, toutes ces distances ayant été calculées par la route.
La commune de Saint-Ismier occupe 1 495 hectares sur le coteau de la rive droite de l'Isère adossé au massif de la Chartreuse et face à la chaîne de Belledonne. Du bord de la rivière à 217 mètres d'altitude à l'est, jusqu'aux crêtes du Saint-Eynard à 1 489 mètres à l'ouest, le paysage de Saint-Ismier s'est constitué peu à peu au fil des événements historiques et économiques, en s'adaptant à sa nature originale.

### Communes limitrophes

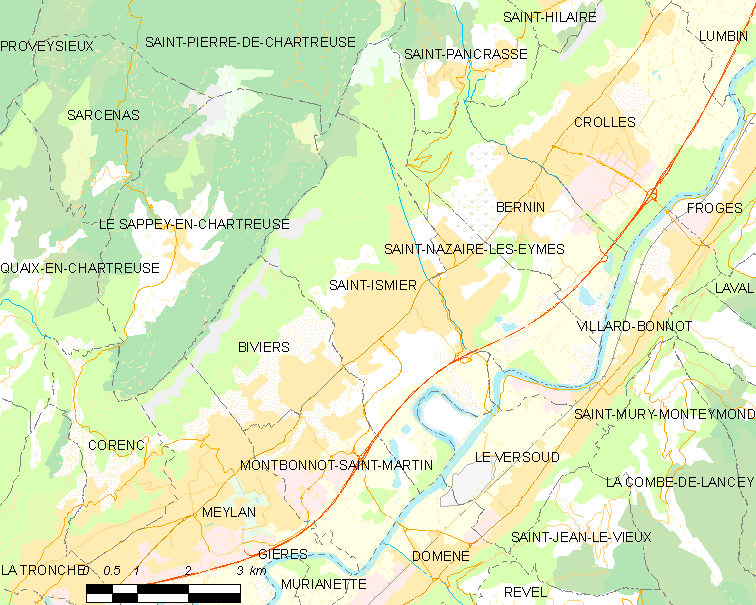
Communes limitrophes

### Géologie et relief
La plaine de l’Isère, basse, assez large et relativement plate, résulte du passage des glaciers du quaternaire et de la fonte du lac post-glaciaire qui a laissé une épaisseur très importante d’alluvions accumulé au fil du temps.
L'agglomération s'est développée sur un coteau qui s’élève régulièrement de 200 à 500 mètres environ jusqu’à l’escarpement abrupt de la falaise de la Chartreuse : les éboulis calcaires ou marneux couvrent donc la plupart des secteurs, et les eaux souterraines s’y infiltrent.
La partie la plus haute de son territoire est incluse dans le Parc Naturel Régional de Chartreuse.

#### Sites géologiques remarquables
Le torrent du Manival (Magni et Val qui signifient grande vallée), avec ses ouvrages de correction torrentielle, est un site géologique remarquable de 69,18 hectares qui se trouve sur les communes de Bernin, Saint-Ismier et Saint-Nazaire-les-Eymes. En 2014, ce site d'intérêt géomorphologique  est classé « deux étoiles » à l'« Inventaire du patrimoine géologique ». Ce torrent possède le plus grand cône de déjection de toutes les Alpes françaises. Il a causé autrefois de grands ravages, d'où les travaux importants effectués dans son lit afin de canaliser ses humeurs.
Le Manival est situé dans les contreforts du massif de la Chartreuse. La composition pétrographique de ce site est constituée de roches sédimentaires disposées en strates (alternance de couches argileuses et de calcaires). Les roches de Chartreuse, principalement calcaires, ont pour origine les résidus de coquillages marins datant de l'ère secondaire (-250 millions à - 60 millions d'années ).

### Climat
Pour des articles plus généraux, voir Climat d'Auvergne-Rhône-Alpes et Climat de l'Isère.
En 2010, le climat de la commune est de type climat océanique altéré, selon une étude du Centre national de la recherche scientifique s'appuyant sur une série de données couvrant la période 1971-2000. En 2020, Météo-France publie une typologie des climats de la France métropolitaine dans laquelle la commune est exposée à un climat de montagne ou de marges de montagne et est dans la région climatique Alpes du nord, caractérisée par une pluviométrie annuelle de 1 200 à 1 500 mm, irrégulièrement répartie en été.
Pour la période 1971-2000, la température annuelle moyenne est de 11,2 °C, avec une amplitude thermique annuelle de 19,6 °C. Le cumul annuel moyen de précipitations est de 1 257 mm, avec 9,2 jours de précipitations en janvier et 7,1 jours en juillet. Pour la période 1991-2020, la température moyenne annuelle observée sur la station météorologique de Météo-France la plus proche, « Grenoble - Lvd », sur la commune du Versoud à 5 km à vol d'oiseau, est de 12,6 °C et le cumul annuel moyen de précipitations est de 981,1 mm,. Pour l'avenir, les paramètres climatiques de la commune estimés pour 2050 selon différents scénarios d'émission de gaz à effet de serre sont consultables sur un site dédié publié par Météo-France en novembre 2022.
| Mois                                  | jan.           | fév.           | mars          | avril         | mai           | juin          | jui.          | août          | sep.          | oct.          | nov.           | déc.           | année      |
| ------------------------------------- | -------------- | -------------- | ------------- | ------------- | ------------- | ------------- | ------------- | ------------- | ------------- | ------------- | -------------- | -------------- | ---------- |
| Température minimale moyenne (°C)     | −1,3           | −0,3           | 2,8           | 6,4           | 10,3          | 14            | 15,3          | 14,9          | 11,7          | 8             | 3              | −0,5           | 7          |
| Température moyenne (°C)              | 2,8            | 4,6            | 8,8           | 12,7          | 16,4          | 20,5          | 21,9          | 21,4          | 17,7          | 13,3          | 7,2            | 3,3            | 12,6       |
| Température maximale moyenne (°C)     | 6,8            | 9,5            | 14,7          | 19,1          | 22,5          | 26,9          | 28,6          | 27,8          | 23,8          | 18,7          | 11,5           | 7,2            | 18,1       |
| Record de froid (°C) date du record   | −16,6 11.01.10 | −12,9 05.02.12 | −8,7 01.03.05 | −3,4 08.04.21 | 0,8 07.05.19  | 3,7 01.06.06  | 7,6 13.07.00  | 7,2 31.08.06  | 2,8 26.09.02  | −3,6 26.10.03 | −10,7 27.11.05 | −14,4 20.12.09 | −16,6 2010 |
| Record de chaleur (°C) date du record | 19,2 08.01.11  | 22,5 07.02.01  | 27,7 24.03.01 | 31,1 28.04.12 | 34,9 24.05.09 | 37,1 28.06.19 | 38,8 31.07.20 | 39,5 13.08.03 | 33,8 10.09.23 | 30,9 26.10.06 | 22,9 14.11.10  | 21,5 07.12.00  | 39,5 2003  |
| Précipitations (mm)                   | 77,1           | 58,9           | 77,8          | 70,7          | 99            | 81,4          | 76,8          | 92,1          | 75,2          | 92,3          | 95,3           | 84,5           | 981,1      |

### Hydrographie

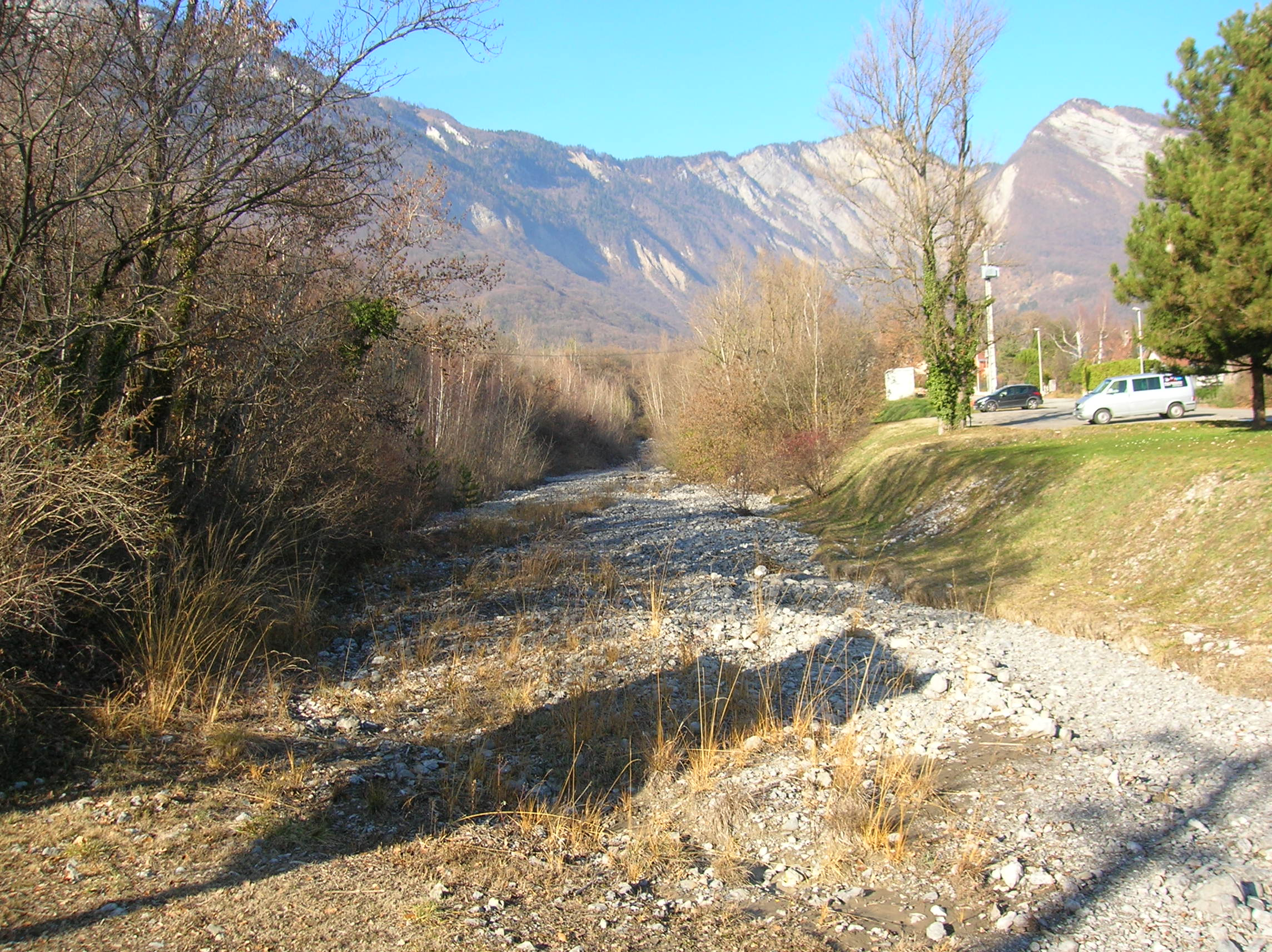
Lit du torrent du Manival

Le territoire de la commune est bordé par plusieurs cours d'eau :
Le principal cours d'eau est l'Isère, rivière longue de 286 km, dont le bassin versant représente 10 800 km2, borde l'est du territoire communal. Cet affluent du Rhône est au milieu de son parcours lors de son passage en bordure orientale de la commune.
Le torrent du Manival, affluent de l'Isère, d'une longueur de 7 km, sépare la commune (située principalement sur la rive droite) du territoire voisin de Saint-Nazaire-les-Eymes. Les crues du torrent du Manival ont occasionné régulièrement des dégâts sur les habitations situées de part et d'autre de ses rives. Des mesures de protection ont été mises en place dès le XIXe siècle. Le Manival est le deuxième torrent des Alpes françaises pour ses activités de creusement et d'alluvionnement.
Le ruisseau de Corbonne, qui sépare la commune (située en rive gauche) des communes de Biviers et de Montbonnot-Saint-Martin, est également un affluent de l'Isère.

### Voies de communication et transports

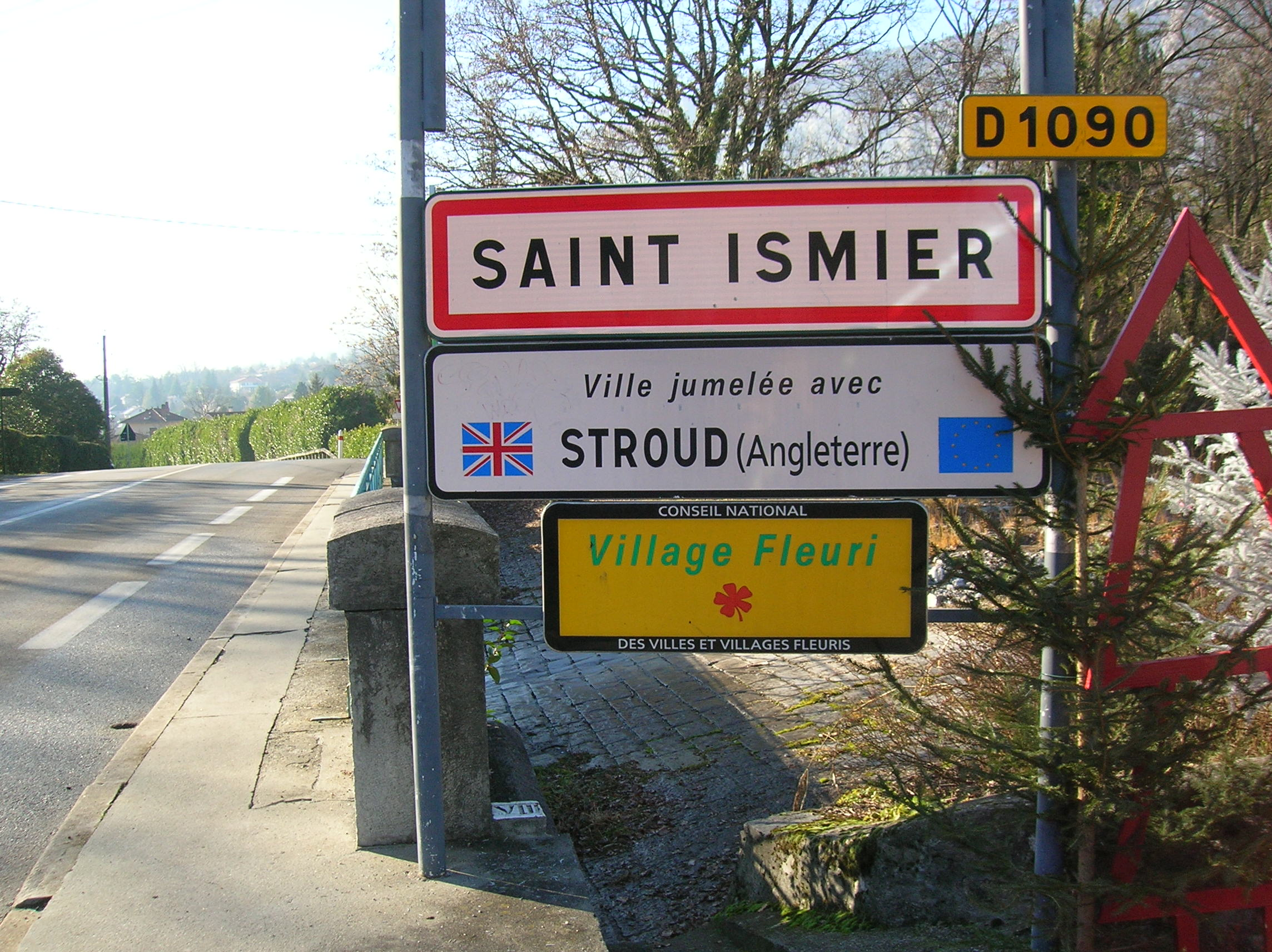
Panneau de la RD1090 à l'entrée de la ville.

#### Routes principales
Le territoire de la commune de Saint-Ismier est traversé par deux voies à grande circulation, l'autoroute A 41 et l'ancienne route nationale 90 reclassée en RD1090.
L'autoroute A41 relie Grenoble à Genève. Sa date de mise en service remonte à l'année 1981. La section Grenoble – Crolles a été construite pour les JO d'hiver de Grenoble. Cette voie autoroutière est gérée en concession par la société AREA (Société des Autoroutes Rhône-Alpes), laquelle est une société d'autoroutes, filiale du groupe APRR. La ville de Saint-Ismier est desservie par deux bretelles :
- 24.1 Saint-Ismier - Villard-Bonnot (échangeur complet)
- 25 Montbonnot - Domène - Saint-Ismier (échangeur complet)

La route départementale 1090 (RD 1090) traverse la commune selon un axe nord-est (commune de Saint-Nazaire-les-Eymes) - sud ouest (commune de Montbonnot-Saint-Martin) et sa gestion relève du département de l'Isère.

#### Routes secondaires
Deux routes notables :
- la route départementale RD11b permet de relier le centre de la commune et la RD1090 à la sortie 25 de l'A41. Dénommée ensuite RD11, cette route franchit l'Isère et relie ainsi Saint-Ismier voisine de Domène pour se raccorder à la RD523.
- la route départementale RD30 permet de relier le centre de la commune et la RD1090 à la sortie 24.1 de l'A41, puis après avoir franchi l'Isère, rejoint le centre-ville de Villard-Bonnot.

#### Transports
La communauté de communes Le Grésivaudan, à laquelle appartient La ville de Saint-Ismier, propose le réseau de bus TouGo pour voyager à l’intérieur des quarante-trois communes du territoire et ainsi faciliter les déplacements des habitants.
La commune est desservie par quatre lignes régulières de cars du réseau interurbain de l'Isère, fonctionnant tous les jours, samedis, dimanches et jours fériés, compris.
La commune fait partie du Syndicat mixte des mobilités de l'aire grenobloise (S.M.M.A.G.). Elle participe ainsi à l'organisation des mobilités au service des territoires.

## Urbanisme

### Typologie
Au 1er janvier 2024, Saint-Ismier est catégorisée ceinture urbaine, selon la nouvelle grille communale de densité à sept niveaux définie par l'Insee en 2022.
Elle appartient à l'unité urbaine de Grenoble, une agglomération intra-départementale regroupant 38  communes, dont elle est une commune de la banlieue,,. Par ailleurs la commune fait partie de l'aire d'attraction de Grenoble, dont elle est une commune de la couronne,. Cette aire, qui regroupe 204 communes, est catégorisée dans les aires de 700 000 habitants ou plus (hors Paris),.

### Occupation des sols
L'occupation des sols de la commune, telle qu'elle ressort de la base de données européenne d’occupation biophysique des sols Corine Land Cover (CLC), est marquée par l'importance des forêts et milieux semi-naturels (38,3 % en 2018), une proportion sensiblement équivalente à celle de 1990 (38,5 %). La répartition détaillée en 2018 est la suivante : 
forêts (36,3 %), zones urbanisées (26,9 %), zones agricoles hétérogènes (15,6 %), terres arables (10,3 %), prairies (3,9 %), eaux continentales (2,2 %), espaces ouverts, sans ou avec peu de végétation (1,9 %), zones industrielles ou commerciales et réseaux de communication (1,5 %), mines, décharges et chantiers (1,3 %). L'évolution de l’occupation des sols de la commune et de ses infrastructures peut être observée sur les différentes représentations cartographiques du territoire : la carte de Cassini (XVIIIe siècle), la carte d'état-major (1820-1866) et les cartes ou photos aériennes de l'IGN pour la période actuelle (1950 à aujourd'hui).

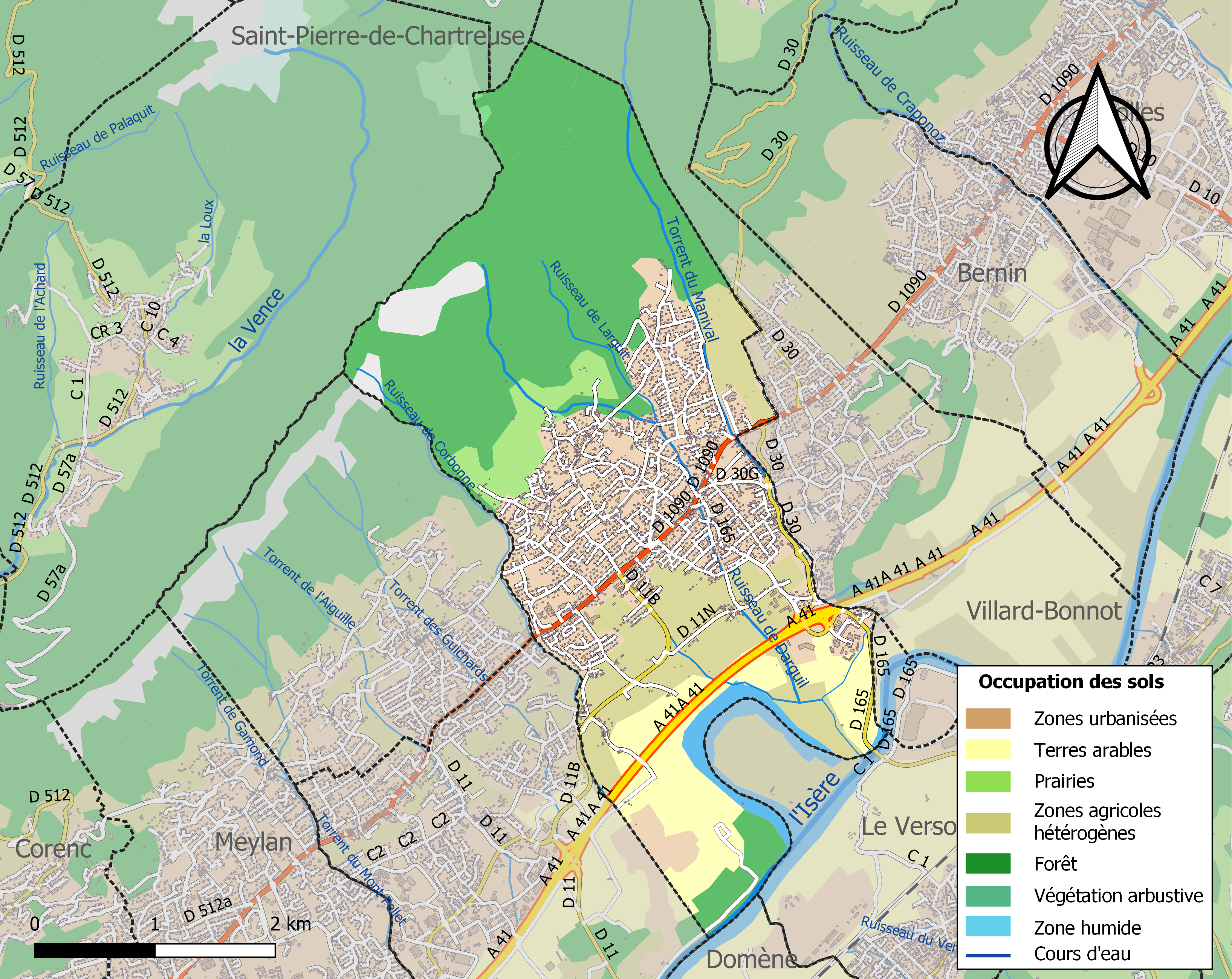
Carte des infrastructures et de l'occupation des sols de la commune en 2018 (CLC).

### Hameaux, lieux-dits et écarts
Voici, ci-dessous, la liste la plus complète possible des hameaux, quartiers et lieux-dits résidentiels urbains comme ruraux qui composent le territoire de la commune de Saint-Ismier, présentés selon les références toponymiques fournies par le site géoportail de l'Institut géographique national.
| - Gorge du Manival - la Montaige - les Courbières - les Collands - Marsauze - Saint-Rambert - les Écorchiers - le Manival - l'Allée - Côte Bonne | - Larguit - Pratel - Champ Rousset - la Tour d'Arces - le Millet - Civet (H) - les Varciaux (H) - le Rozat (H) - les Bouts (H) - le Servage (H) - le Crêt de Chaume (H) | - les Massons (H) - les Combes - le Plat - le Gueydan (H) - les Génissieux - la Poulatière (H) - les Poulets - le Mas (H) - les Semaises (H) - l'Église | - les Maréchaux (H) - Blache - Pont du Rivet - Pajonnière (H) - Château Randon - Charvinère - les Plantées - le Fangeat (H) - la Bâtie (H) - Bougie / les Îles |

H = hameau

### Risques naturels et technologiques

#### Risques sismiques
L'ensemble du territoire de la commune de Saint-Ismier est situé en zone de sismicité no 4, comme la plupart des communes de son secteur géographique (Massif de la Chartreuse et vallée du Grésivaudan).
| Type de zone | Niveau            | Définitions (bâtiment à risque normal) |
| ------------ | ----------------- | -------------------------------------- |
| Zone 4       | Sismicité moyenne | accélération = 1,6 m/s2                |

#### Autres risques
Du fait de sa proximité avec le cours de l'Isère, la partie la plus basse du territoire de Saint-Ismier peut être confrontée à un risque important d'inondation.

## Toponymie
Selon André Planck, auteur du livre L'origine du nom des communes du département de l'Isère, le nom de Saint-Ismier évoque un moine ermite du diocèse de Bâle dénommé Saint Himerius ; il a également donné son nom à la commune suisse de Saint-Imier et à la commune normande de Saint-Hymer (Calvados).
L'historien Ulysse Chevalier, dans son Regeste dauphinois, relève l'existence de la paroisse de Saint Ismier dès l'an 1070 sous le libellé de S. Himerii (« [paroisse] de S. Himerius » en latin). Emmanuel Pilot de Thorey a trouvé dans des archives du XIIe siècle parrochia Sancti Hymerii (« paroisse de Saint Hymerius »), ainsi que parrochia Sancti Imerii (« paroisse de Saint Imerius »).
Pendant la révolution française de nombreuses villes en France furent rebaptisées. La commune de Saint-Ismier fut brièvement appelée Mansval ou Manival.

## Histoire

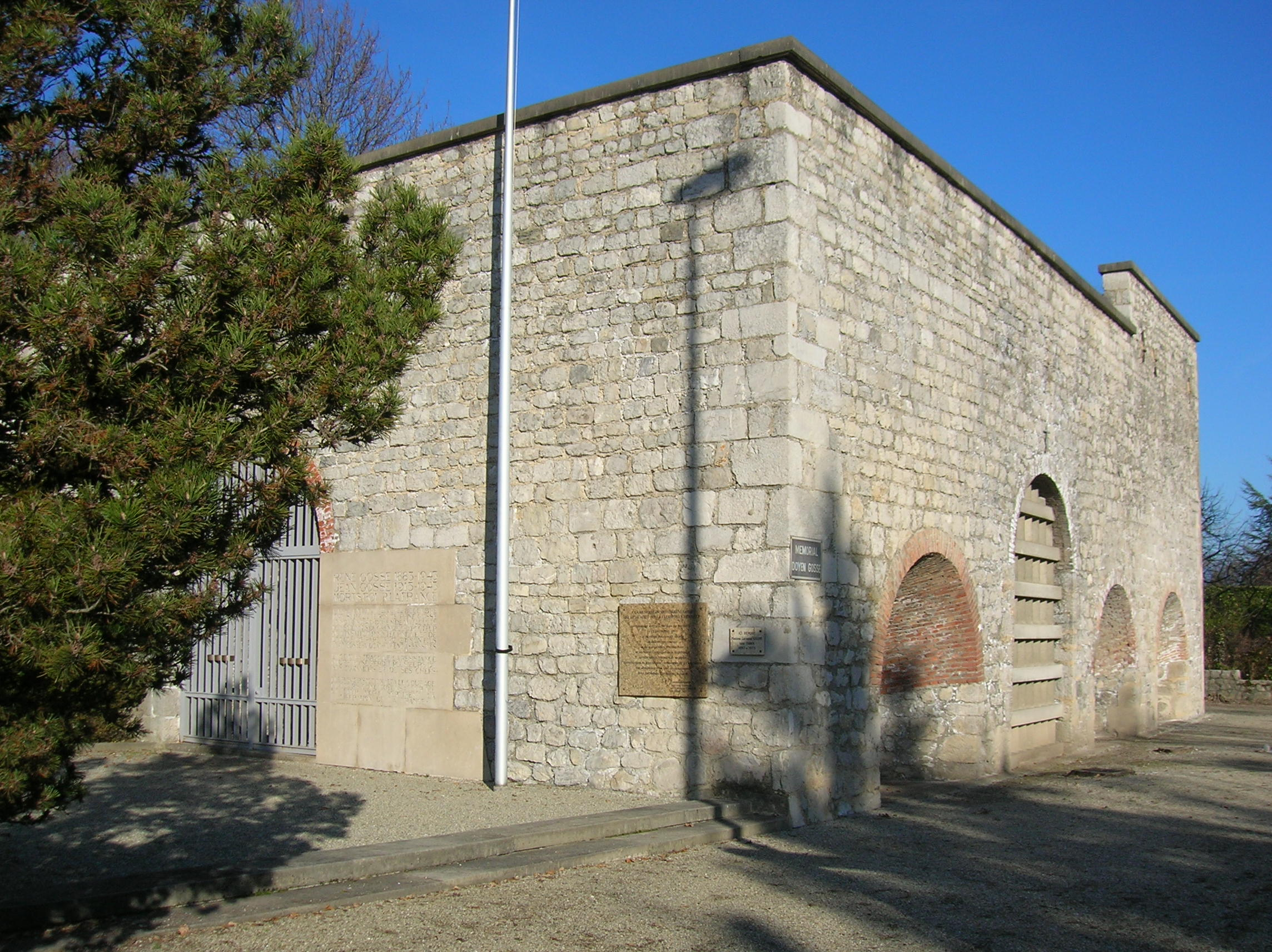
Le mémorial Doyen Gosse.

### Préhistoire et Antiquité
À compter du IVe millénaire av. J.-C., la mise en culture progressive des terroirs sur les flancs du Grésivaudan et de la Combe de Savoie par des paysans néolithiques a pu être constatée par des recherches archéologiques.
Les premiers résidents du secteur de Saint-Ismier, historiquement reconnus, sont les Allobroges, qui s’y sont installés à partir du Ve siècle avant notre ère. Ce peuple occupait la zone la plus vaste allant du nord du Vercors et de Belledonne en passant par le Grésivaudan et sur une grande partie de la région qui sera dénommée plus tard la Sapaudia puis la Sabaudia qui deviendra la Savoie).

### Moyen Âge et Temps Modernes
La première évangélisation du Grésivaudan et du secteur de Saint-Ismier aurait été effectuée par Nazaire de Milan.

### Époque contemporaine
Avant le nouveau découpage territorial de 2014, Saint-Ismier était un chef-lieu de canton de l'arrondissement de Grenoble, qui comprenait également les communes de Bernin, Biviers, Montbonnot-Saint-Martin et Saint-Nazaire-les-Eymes.

## Politique et administration

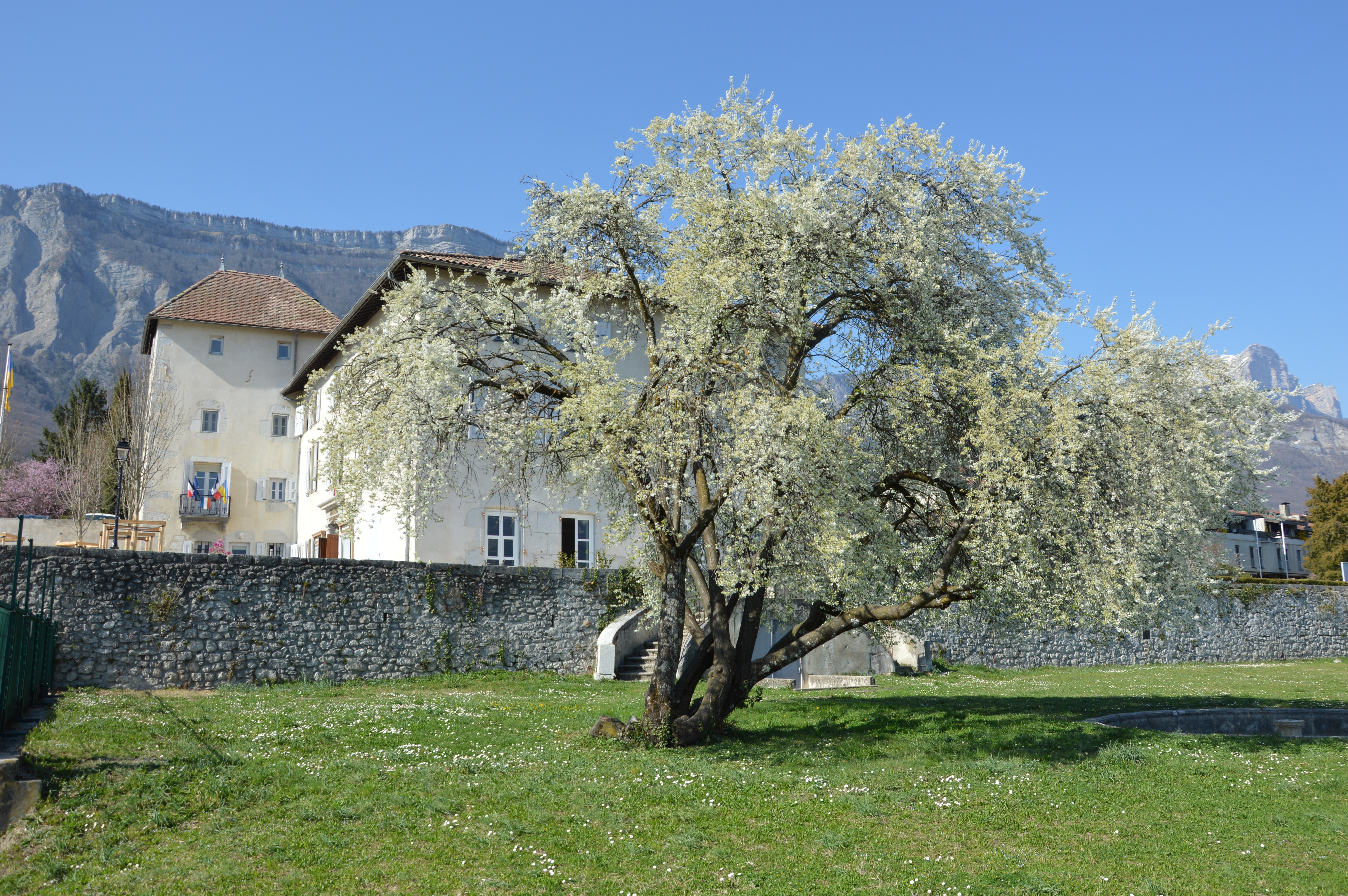
La mairie de Saint-Ismier

### Administration municipale
Conformément à son nombre d'habitants, le conseil municipal de Saint-Ismier compte vingt-neuf membres (quatorze femmes et quinze hommes) dont un maire, huit adjoints au maire, cinq conseillers délégués et quinze conseillers municipaux (douze membres de la majorité municipale et trois conseillers de l'opposition municipale).
Saint-Ismier fait partie de la communauté de communes du Pays du Grésivaudan, la principale communauté de communes rurales de l'Isère, autant par sa superficie que par son nombre d'habitants.

### Liste des maires
| Période                                  | Période  | Identité              | Étiquette       | Qualité                                                                               |
| ---------------------------------------- | -------- | --------------------- | --------------- | ------------------------------------------------------------------------------------- |
| 1871                                     | 1883     | Auguste Jore          | -               | -                                                                                     |
| 1883                                     | 1894     | Auguste Jore (fils)   | -               | -                                                                                     |
| 1894                                     | 1904     | Just Saint-Pierre     | -               | -                                                                                     |
| 1904                                     | 1908     | Auguste Jore (fils)   | -               | -                                                                                     |
| 1908                                     | 1912     | François Colin        | -               | -                                                                                     |
| 1912                                     | 1916     | Just Saint-Pierre     | -               | -                                                                                     |
| 1916                                     | 1919     |                       |                 |                                                                                       |
| 1919                                     | 1926     | Achille Raymond       | -               | -                                                                                     |
| 1926                                     | 1931     | Auguste Faure         | -               | -                                                                                     |
| 1931                                     | 1947     | André Picard          | -               | -                                                                                     |
| 1947                                     | 1961     | Joseph Perrin         | -               | -                                                                                     |
| 1961                                     | 1967     | Achille Maurice       | -               | -                                                                                     |
| 1967                                     | 1971     | René Broche           | -               | -                                                                                     |
| 1971                                     | 1977     | André Fabre           | -               | -                                                                                     |
| 1977                                     | 2002     | François-Régis Bériot | UDF-PR, puis DL | Conseiller général du canton de Saint-Ismier (1998 → 2002). Meurt en cours de mandat. |
| 2002                                     | 2004     | Michel David          | -               | Adjoint au maire d'Eybens.                                                            |
| 2004                                     | 2014     | Lucile Ferradou       | DVD             | Conseillère générale du canton de Saint-Ismier (2012 → 2015)                          |
| 2014                                     | En cours | Henri Baile           | UMP, puis LR    | Fonctionnaire, président de la CC Le Grésivaudan (2020 → )                            |
| Les données manquantes sont à compléter. |          |                       |                 |                                                                                       |

### Jumelages
Après avoir été jumelée, dans les années 1980, avec la ville suisse homonyme de Saint-Imier, la commune a été jumelée de 2005 à 2015 avec une autre ville européenne : Stroud ( Royaume-Uni), commune anglaise située à proximité de Bristol.

## Population et société

### Démographie
L'évolution du nombre d'habitants est connue à travers les recensements de la population effectués dans la commune depuis 1793. Pour les communes de moins de 10 000 habitants, une enquête de recensement portant sur toute la population est réalisée tous les cinq ans, les populations de référence des années intermédiaires étant quant à elles estimées par interpolation ou extrapolation. Pour la commune, le premier recensement exhaustif entrant dans le cadre du nouveau dispositif a été réalisé en 2008.

En 2022, la commune comptait 7 087 habitants, en évolution de +2,61 % par rapport à 2016 (Isère : +3,07 %, France hors Mayotte : +2,11 %).
| 1793  | 1800  | 1806  | 1821  | 1831  | 1836  | 1841  | 1846  | 1851  |
| ----- | ----- | ----- | ----- | ----- | ----- | ----- | ----- | ----- |
| 1 107 | 1 205 | 1 241 | 1 538 | 1 325 | 1 378 | 1 373 | 1 398 | 1 380 |

| 1856  | 1861  | 1866  | 1872  | 1876  | 1881  | 1886  | 1891  | 1896  |
| ----- | ----- | ----- | ----- | ----- | ----- | ----- | ----- | ----- |
| 1 358 | 1 364 | 1 403 | 1 343 | 1 360 | 1 365 | 1 349 | 1 279 | 1 145 |

| 1901  | 1906  | 1911  | 1921  | 1926 | 1931 | 1936 | 1946 | 1954  |
| ----- | ----- | ----- | ----- | ---- | ---- | ---- | ---- | ----- |
| 1 091 | 1 085 | 1 066 | 1 061 | 997  | 968  | 965  | 959  | 1 219 |

| 1962  | 1968  | 1975  | 1982  | 1990  | 1999  | 2006  | 2008  | 2013  |
| ----- | ----- | ----- | ----- | ----- | ----- | ----- | ----- | ----- |
| 1 185 | 1 687 | 3 085 | 4 472 | 5 292 | 5 935 | 6 191 | 6 249 | 6 621 |

| 2018  | 2022  | - | - | - | - | - | - | - |
| ----- | ----- | - | - | - | - | - | - | - |
| 7 026 | 7 087 | - | - | - | - | - | - | - |

### Enseignement

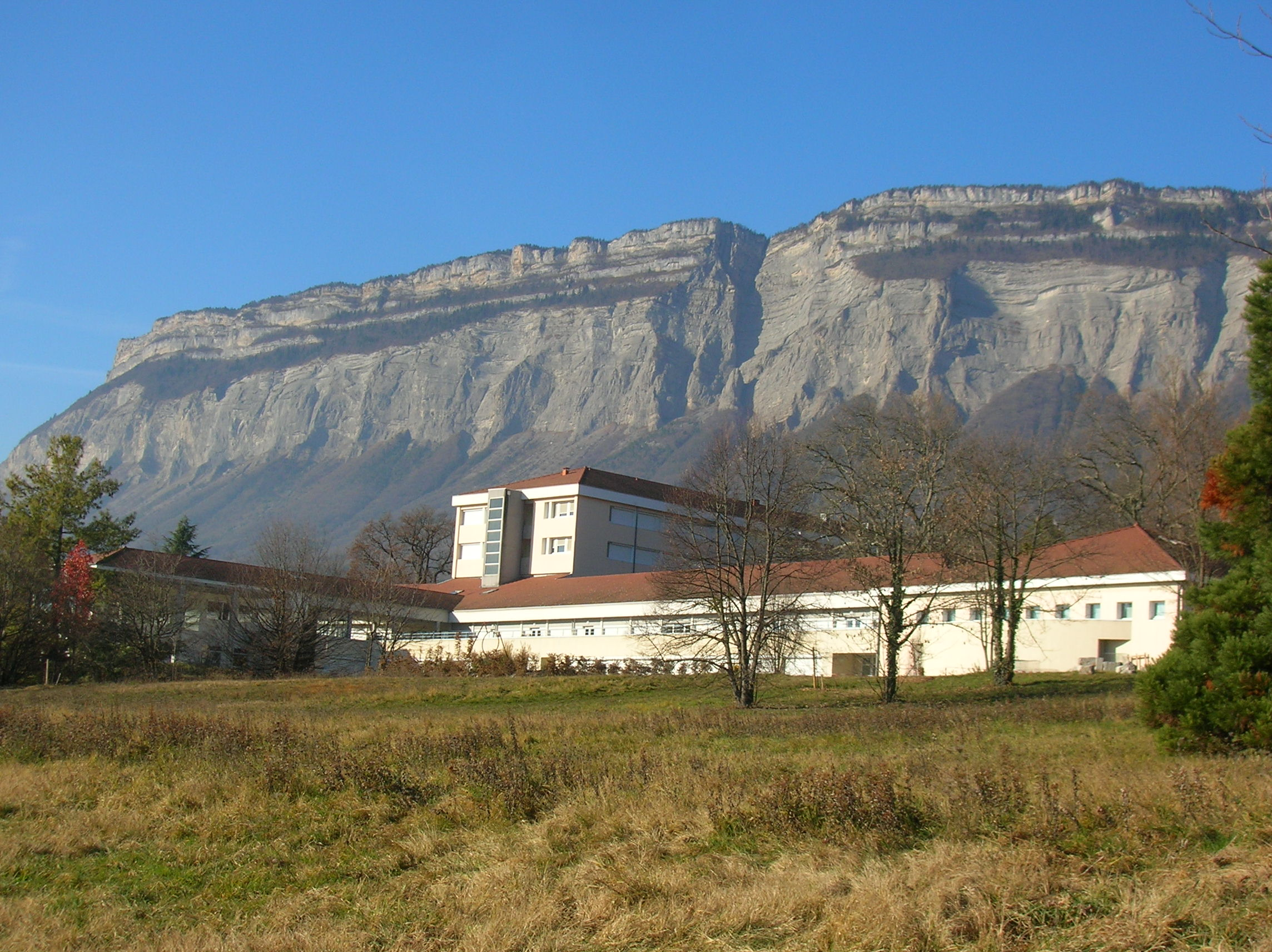
Le Lycée horticole.

La commune est rattachée à l'académie de Grenoble (Zone A) et héberge trois écoles primaires publiques sur son territoire :
- l'école de la Poulatière,
- l'école du Clos Marchand
- l'école des Vignes.

La commune compte également un collège public, le collège du Grésivaudan et un collège privé, le collège de La Sainte Famille.
Il existe également un lycée public horticole, l'École du Paysage. Cet établissement spécialisé dans des formations du paysage, de la nature et du vivant dispense tout à la fois un enseignement scolaire (LEGTA) ainsi que des formations par apprentissage et pour adultes (C.F.P.P.A.). Pour cela, il s'appuie sur une exploitation agricole, support pédagogique et véritable outil de production dont les produits, labellisés « biologiques », sont vendus sur le site. Cet établissement est géré par le ministère de l'agriculture.
La scolarité en filière générale publique peut se poursuivre au lycée du Grésivaudan Meylan (LGM).

### Équipements et clubs sportifs
- Entente Sportive du Manival, club de football regroupant les communes de Montbonnot-Saint-Martin, Biviers, Saint-Ismier, Saint-Nazaire-les-Eymes et Bernin.
- Isère Gresivaudan Floorball (les Tigres du Grésivaudan), Club de Floorball évoluant en Élite Nationale amateur, a son siège à la commune de Saint-Ismier.
- Saint-Ismier Tennis, club de tennis de la commune.
- Shotokan Karaté Club de Saint-Ismier à l'Agora.

### Équipements culturels

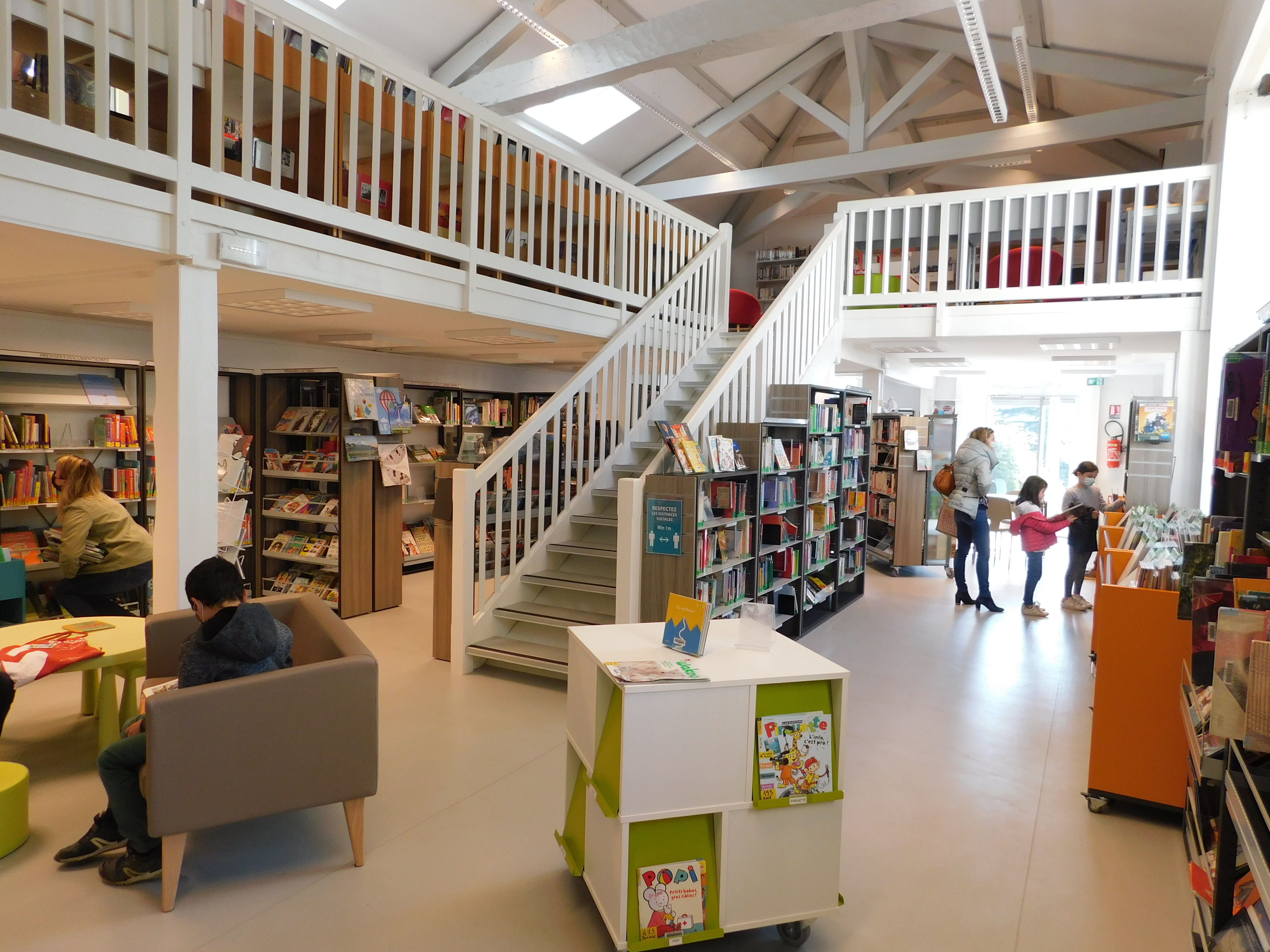
La médiathèque de l'Orangerie

La commune compte sur son territoire deux aménagements culturels principaux :
- la salle de spectacle Agora qui compte 800 places au total, dont 330 places assises[41]
- la Médiathèque de l'Orangerie de 320 m2 avec 30 000 documents (livres, journaux, CD, DVD), accès à Internet...

### Équipement sanitaire et social
La commune comprend :
- deux centres médicaux (Médivillage et Médivallée),
- une maison de retraite, la « Villa du Rozat », situé dans le centre du village, est un établissement médico-social privé[42],
- un hôpital de jour situé dans le quartier de « La Bâtie »[43].

### Médias

#### Presse locale et régionale
La commune publie plusieurs fois par an son magazine municipal "Le Lien", distribué dans toutes les boîtes aux lettres. On y retrouve toute l'actualité.
Historiquement, le quotidien à grand tirage Le Dauphiné libéré consacre, chaque jour, y compris le dimanche, dans son édition de Grenoble, un ou plusieurs articles à l'actualité du canton, de la communauté de communes et quelquefois de la ville, ainsi que des informations sur les éventuelles manifestations locales, les travaux routiers, et autres événements divers à caractère local.

#### Presse audiovisuelle
La commune est située sur l'aire de diffusion de radio Ici Isère, une radio publique qui émet sur tout le territoire du département de l'Isère.
TéléGrenoble est la chaîne de télévision locale généraliste privée diffusant par voie hertzienne sur la métropole de Grenoble. La chaîne se consacre exclusivement à l'actualité locale et à la mise en valeur du territoire. La commune est également couverte par le réseau de France 3 qui diffuse le journal d'information régional de France 3 Alpes.

### Cultes
L'église Saint-Philibert est un des lieux de culte de la paroisse Saint Martin du Manival, qui fait partie du diocèse de Grenoble-Vienne. Le presbytère héberge la Maison paroissiale.

## Économie
Située à proximité de l'échangeur 24.1 de l'autoroute A41, la zone d'activité Isiparc accueille sur environ 7 hectares des entreprises de haute technologie et quelques enseignes commerciales.
La commune fait partie de l'aire géographique de production et transformation du « Bois de Chartreuse », la première AOC de la filière Bois en France,.

### Revenus de la population et fiscalité
En 2019, le revenu fiscal médian par ménage était de 33 860 €, ce qui plaçait Saint-Ismier dans les 200 premières communes de France.

## Culture locale et patrimoine

### Lieux et monuments

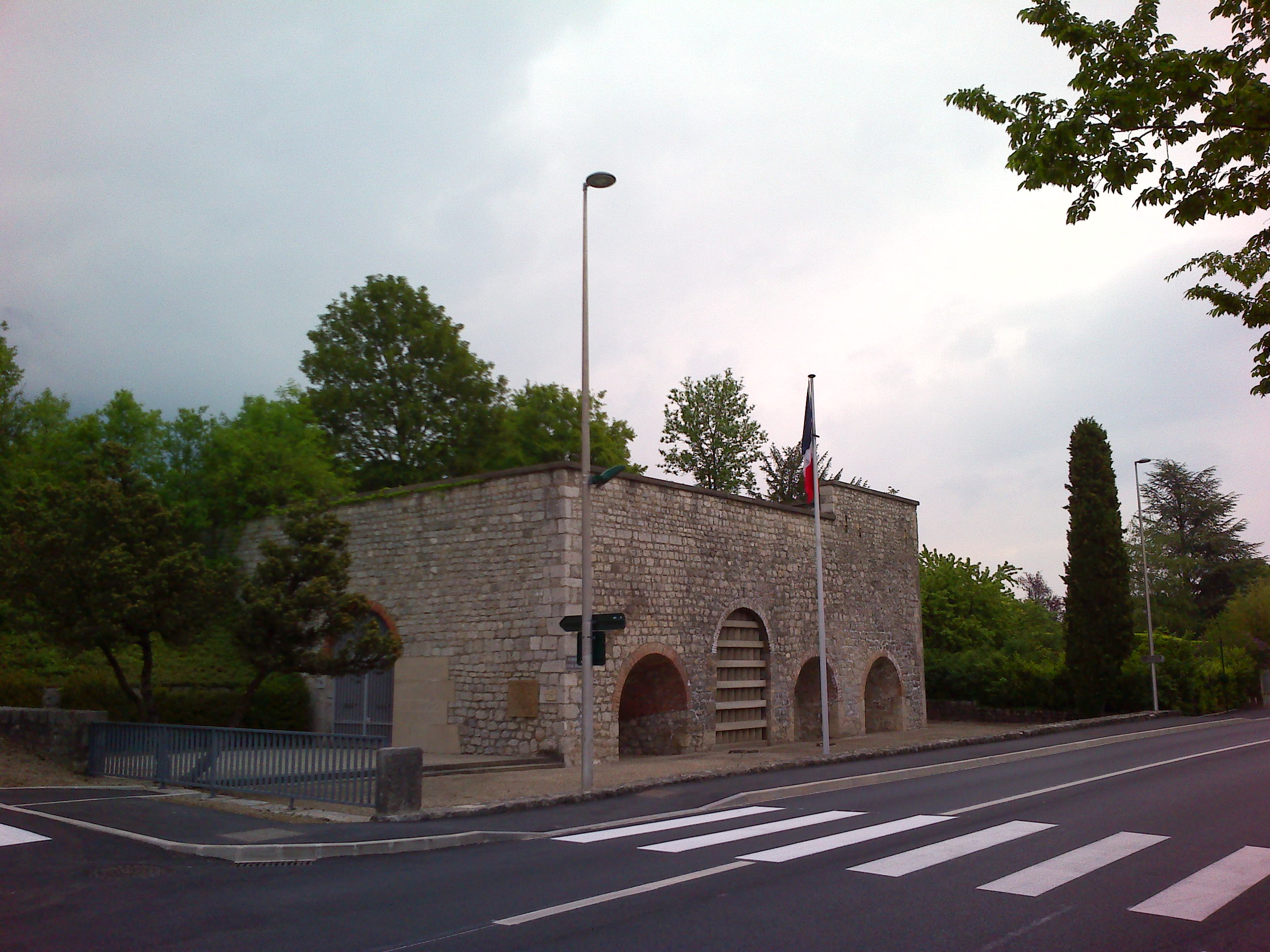
Mémorial Doyen Gosse (extérieur).

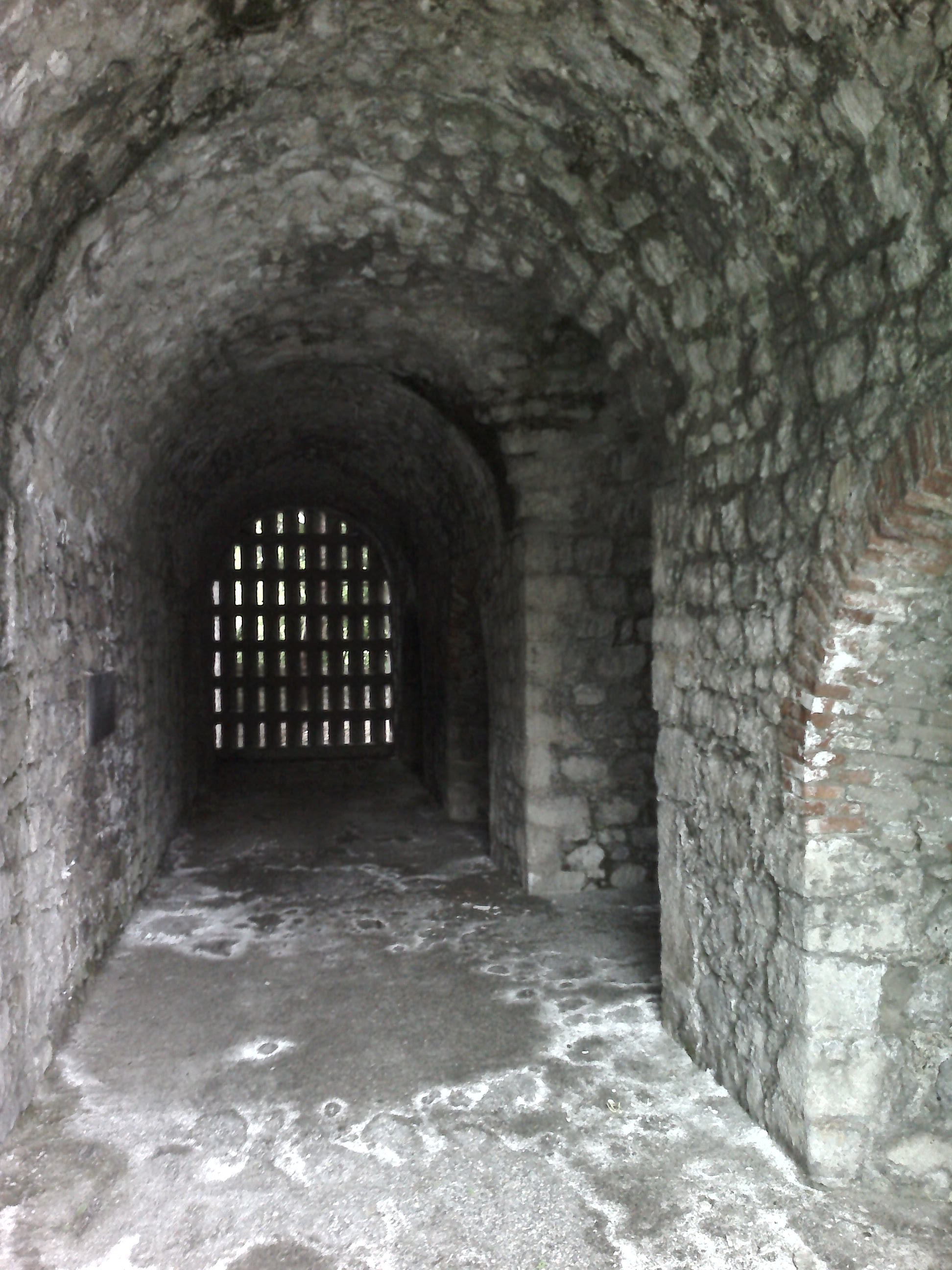
Mémorial Doyen Gosse (intérieur).

#### Le mémorial Doyen Gosse
Ce mémorial est situé à la sortie de Saint-Ismier, près de la route départementale 1090, en direction de Bernin. Il est labellisé « Patrimoine du XXe siècle » de l'Isère depuis 2003.
En octobre 1948, René Gosse et son fils Jean, tous les deux assassinés par la milice en 1943, sont inhumés dans un ancien four à chaux, également utilisé pour le stockage de charbon puis transformé en mémorial édifié en leur honneur par l'architecte Auguste Perret.

#### La Tour d'Arces
Datant du début du XIIIe siècle et située dans la forêt domaniale du Saint-Eynard, la tour médiévale d'Arces est un édifice en ruines. Elle est présumée être la Bâtie de Saint-Ismier.
Elle est construite sur un énorme bloc d'éboulement de la faille du Pas de la Branche.
En 2020 son propriétaire en fait don à la commune de Saint-Ismier.

#### Les autres bâtiments et sites civils
- La motte castrale des Autarel, du XIe siècle[47].
- La maison forte de la Bâtie Champrond, du XIIIe siècle, est dite aussi "Bâtie d'en Bas"[50] ou "bâtie de Saint Nazaire"[réf. souhaitée]. Elle est à l'origine de l'appellation du Bois de la Batie et de l'espace naturel sensible homonyme.
- Le Clos Faure, de la fin du XVe siècle, actuellement mairie[47].
- Le Clos du XVIe siècle des Saint-Pierre au Servage[47].
- Les hameaux du Servage et du Millet, des bâtisses à fenêtres à meneaux[47].
- Le château Randon et son domaine[47] et la Chapelle du Maréchal Randon, labellisée Patrimoine en Isère en 2011[51].
- Le monument de Taxi, route de Chambéry, près du collège du Grévisaudan.
- Le souterrain du Servage[52].

#### Les bâtiments religieux

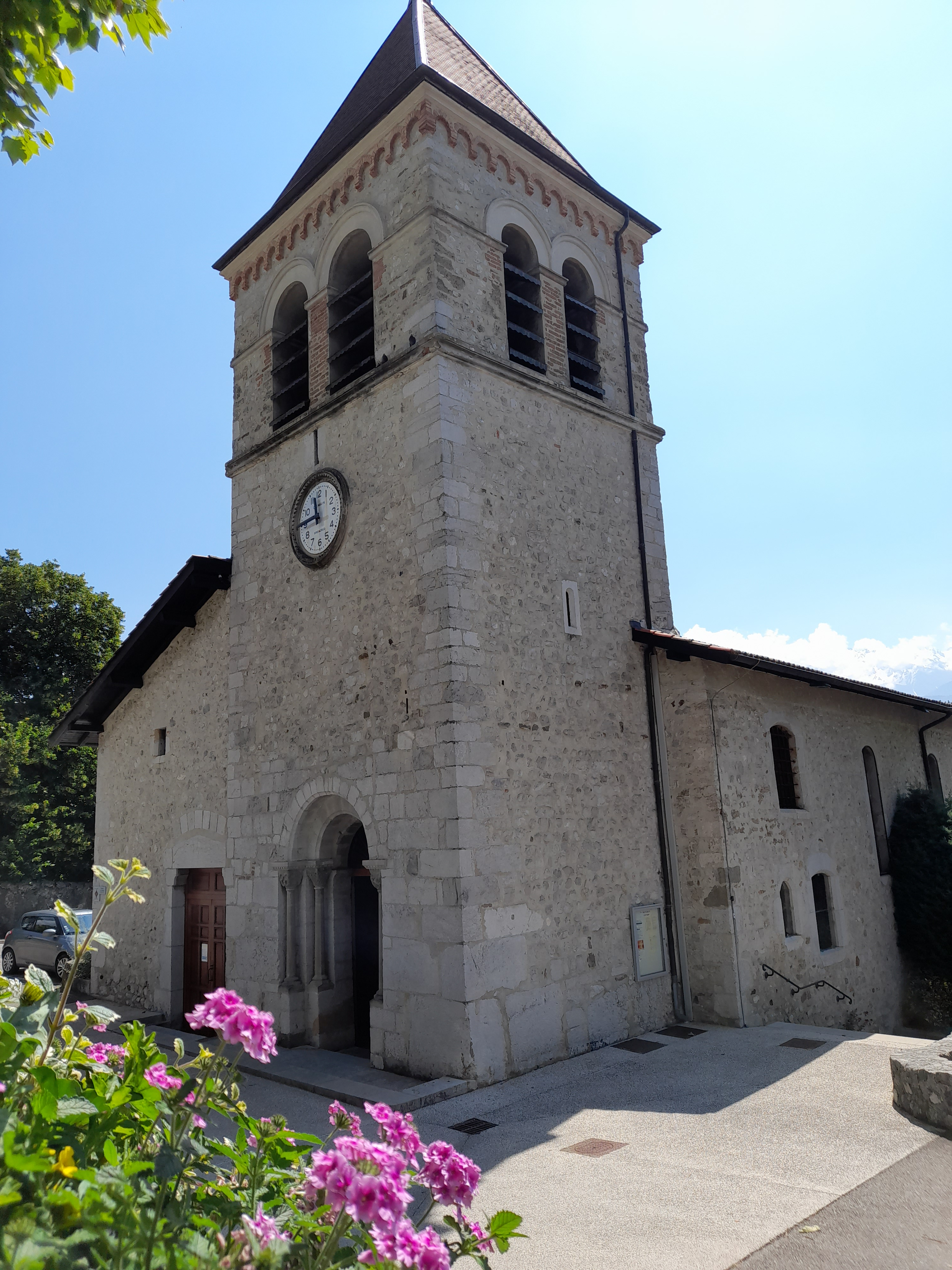
Église Saint-Philibert

##### ÉgliseSaint-Philibertde Saint-Ismier
L'église de Saint-Ismier, placée dès avant l'an 1083 sous le patronage de saint Himerius, est dédiée à saint Philibert depuis 1850, à la demande de l'évêque de Grenoble Philibert de Bruillard,.
Cet édifice religieux, de style roman, date du XIIe siècle. Il a été réaménagé à plusieurs reprises. Le portail qui est, avec le porche voûté qu'il précède, la seule partie médiévale clairement identifiable de l'église, a été classé au titre des monuments historiques par arrêté du 20 juillet 1908. À l'intérieur de l'église, juste à l'entrée, une copie d'un tableau de Philippe de Champaigne. L'original qui représente saint Jean-Baptiste a été offert par le général Jean Gabriel Marchand au musée de Grenoble en 1811.
1981 a vu l'installation d'un orgue réalisé par le facteur d'orgues Michel Giroud.
En 1989 l'église s'est dotée de vitraux d'Arcabas, exécutés par le maître verrier Jean Bessac : une verrière dans le chœur évoque la Pentecôte, cinq autres sous la tribune évoquent la vie de Jésus,.

Bâtiments de Saint-Ismier
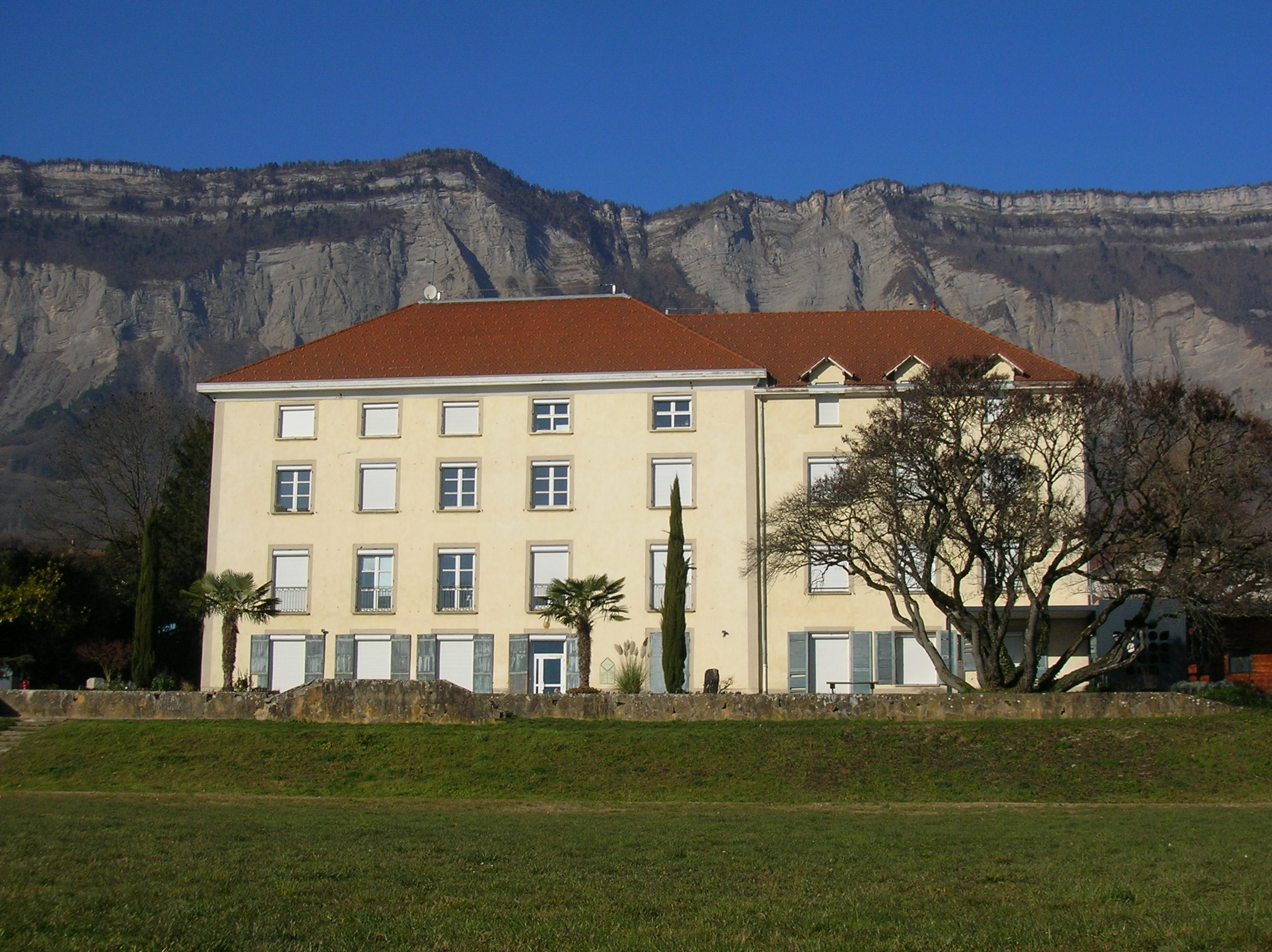
Le Château Randon.
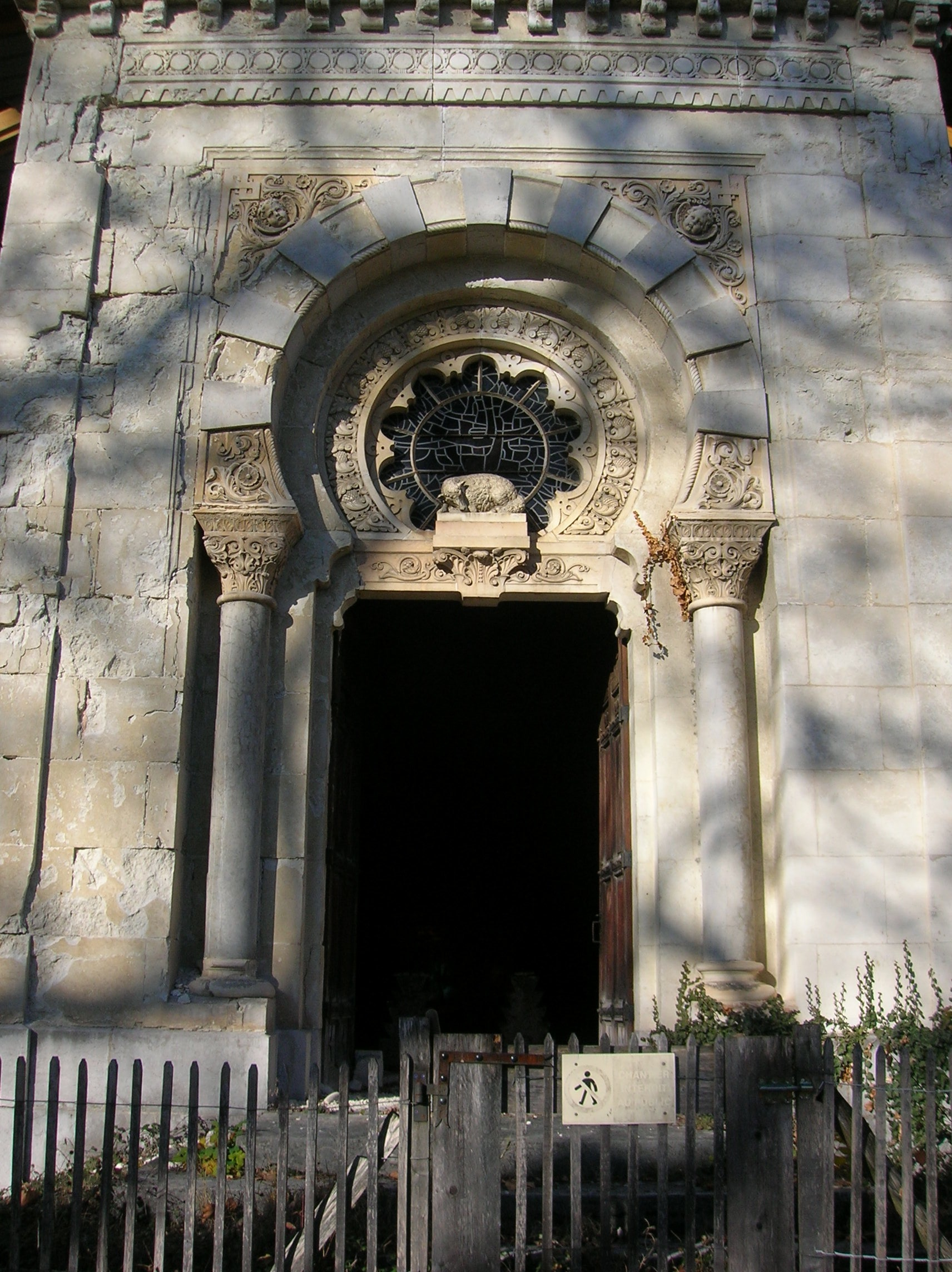
L'entrée de la chapelle du Maréchal Randon.
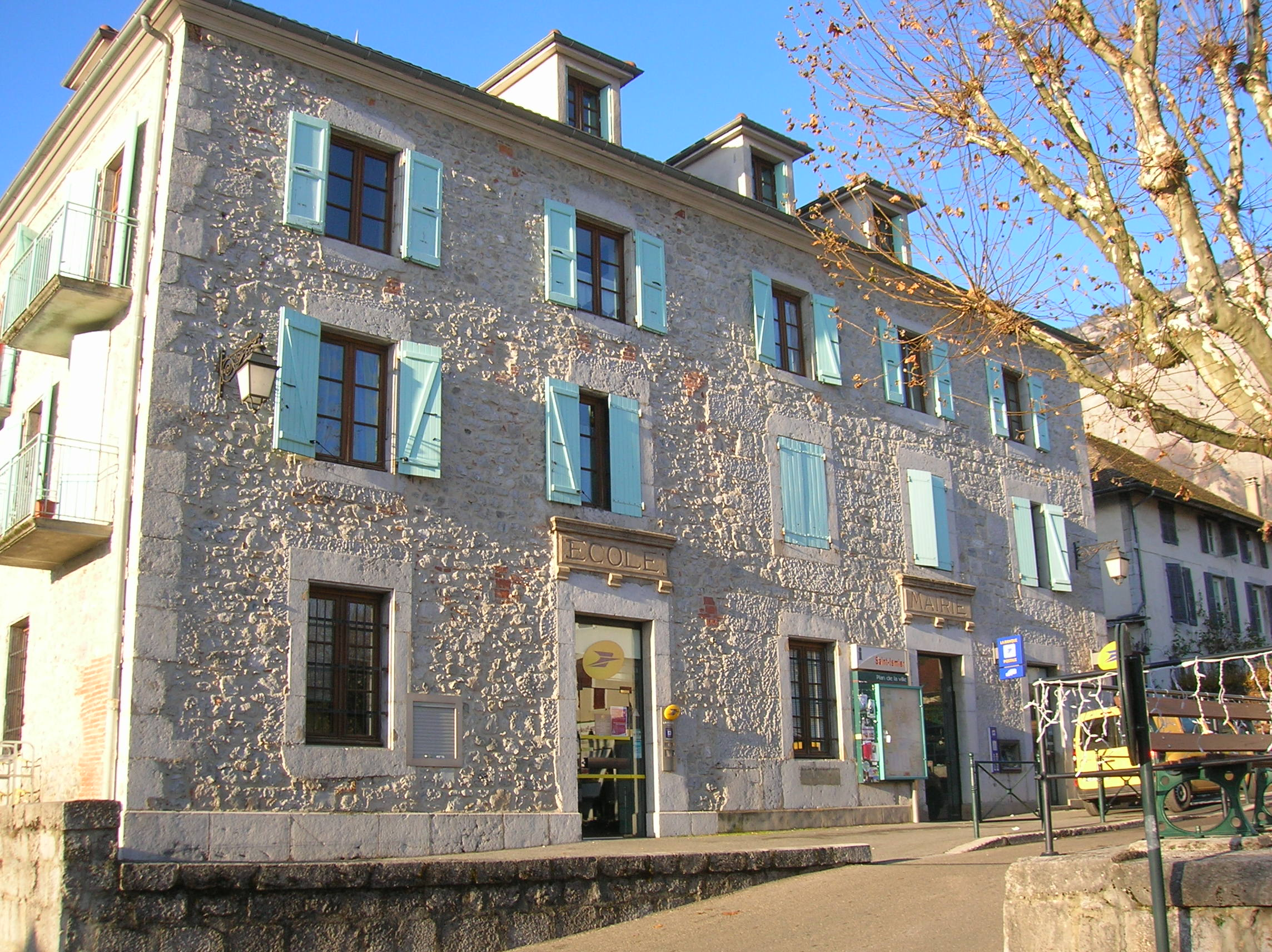
L'ancienne mairie et l'ancienne école.
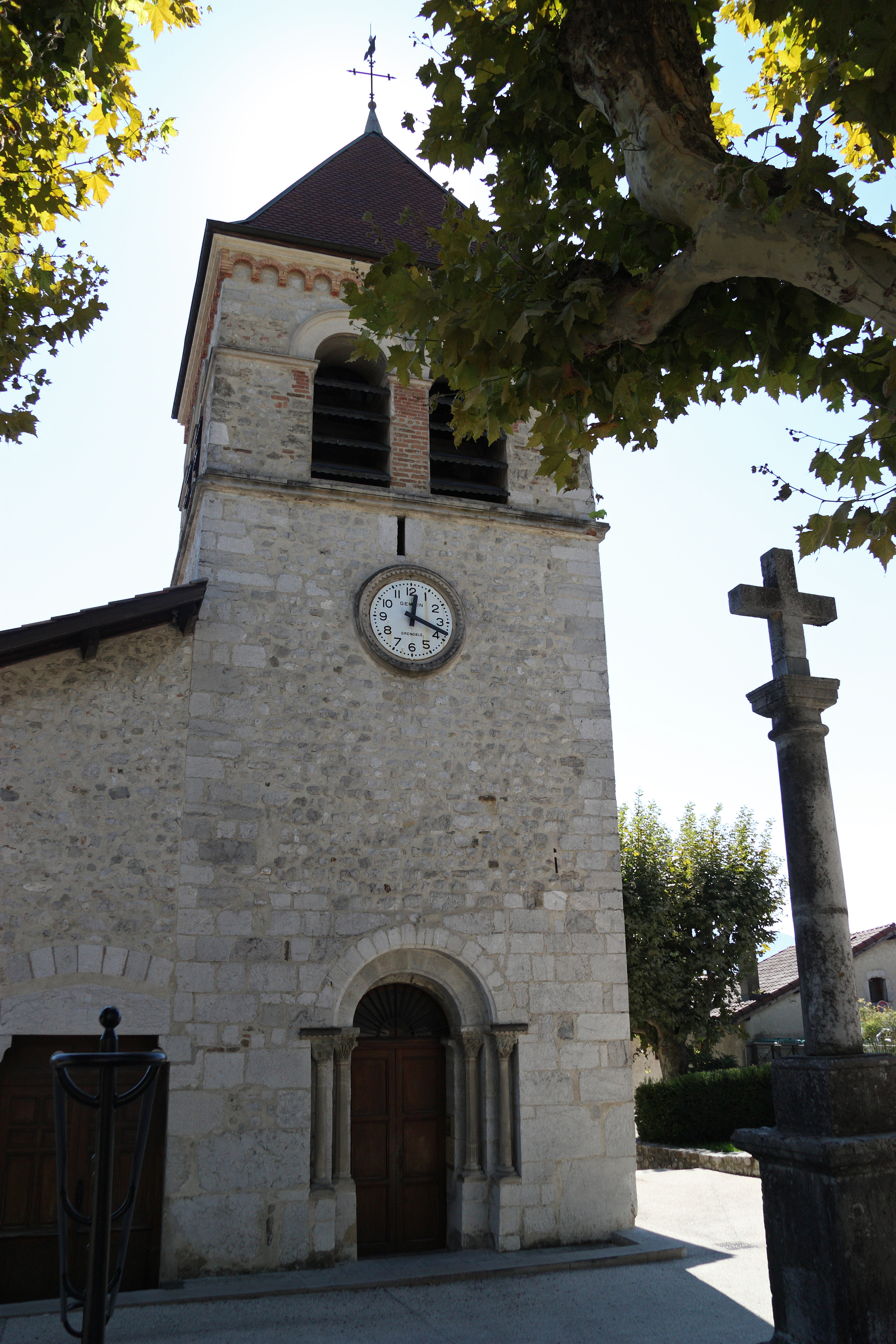
L'église Saint-Philibert.
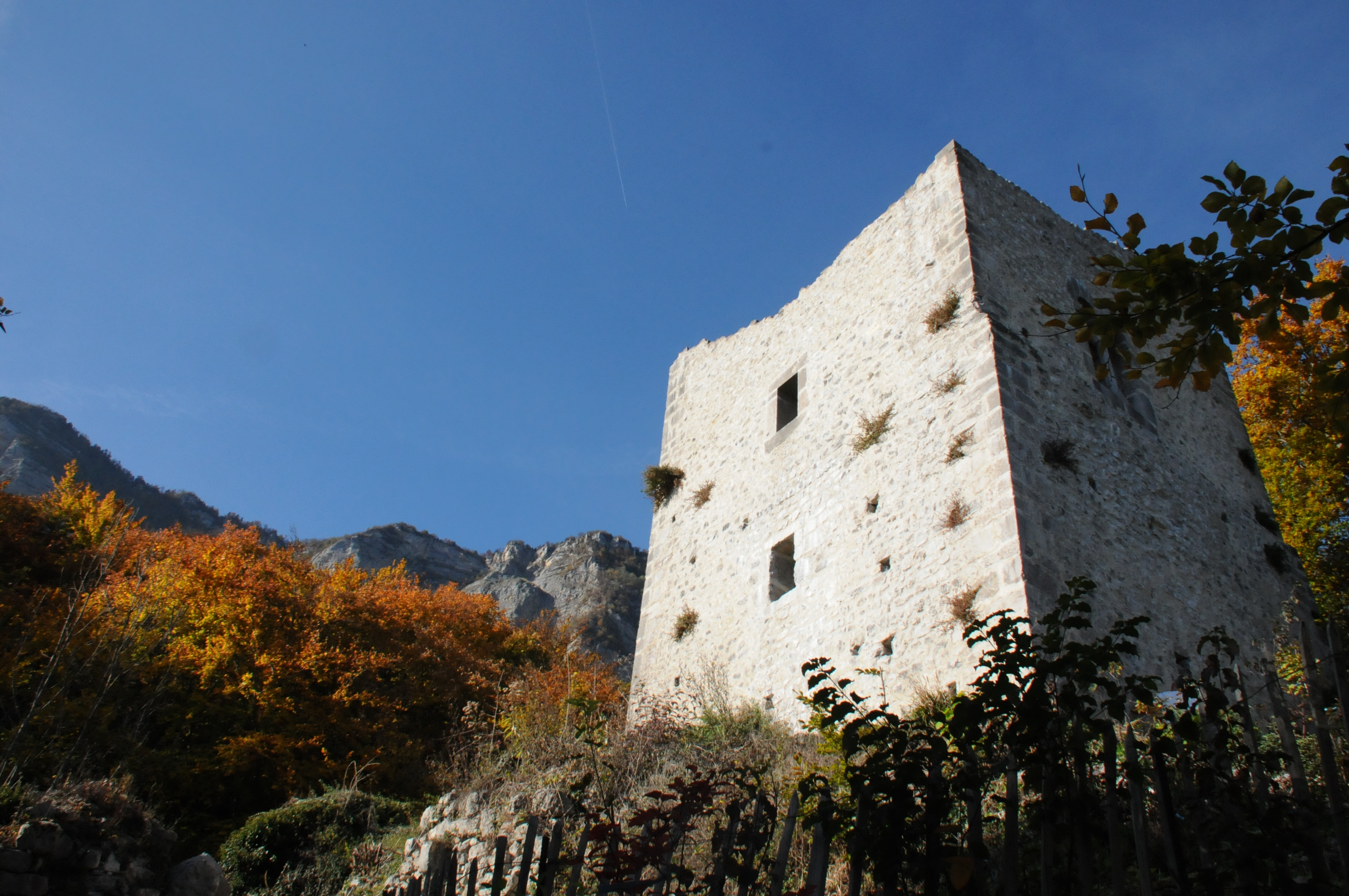
La tour d'Arces.
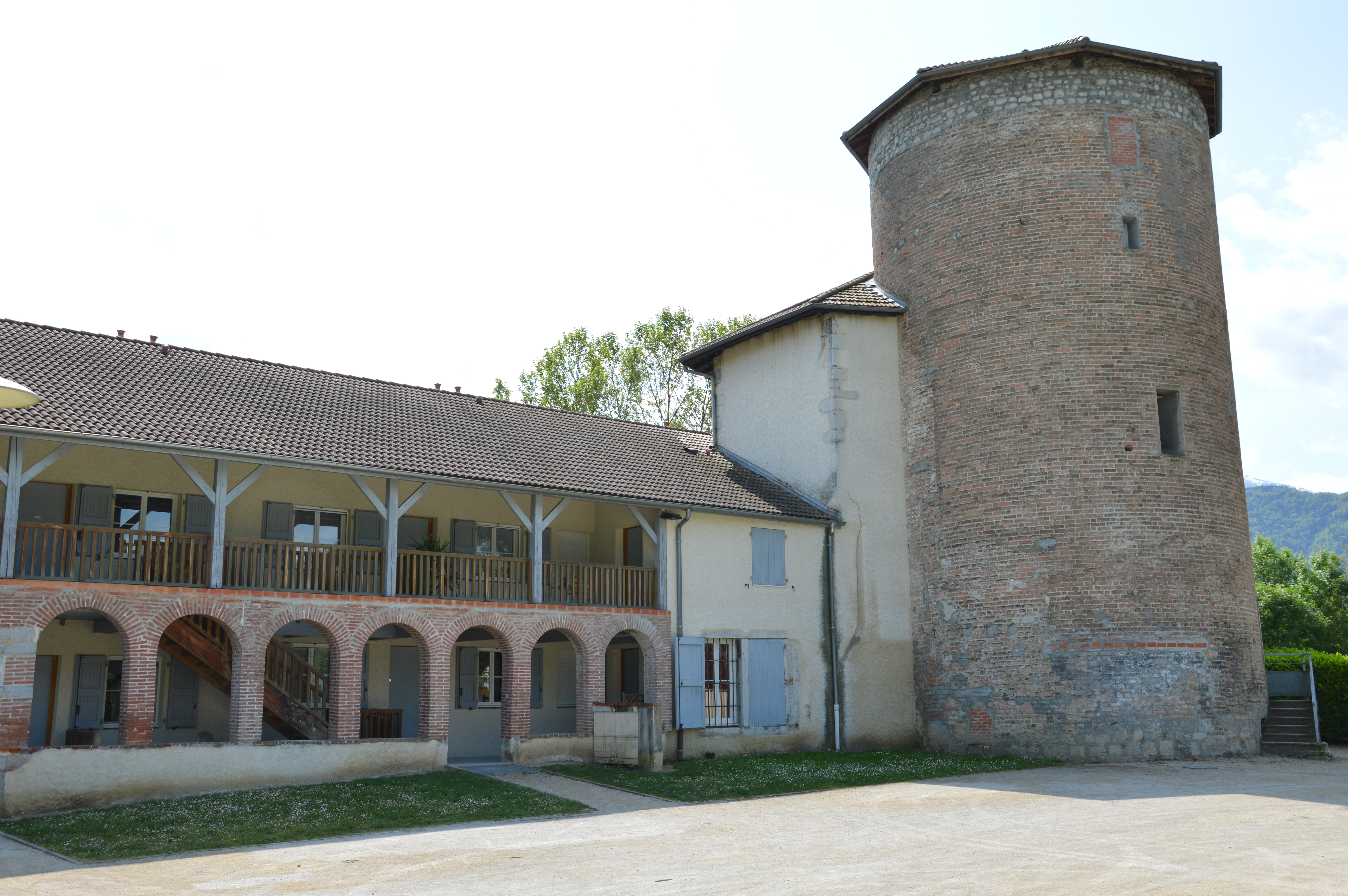
La maison forte dite Tour de La Bâtie Champrond.

### Patrimoine naturel

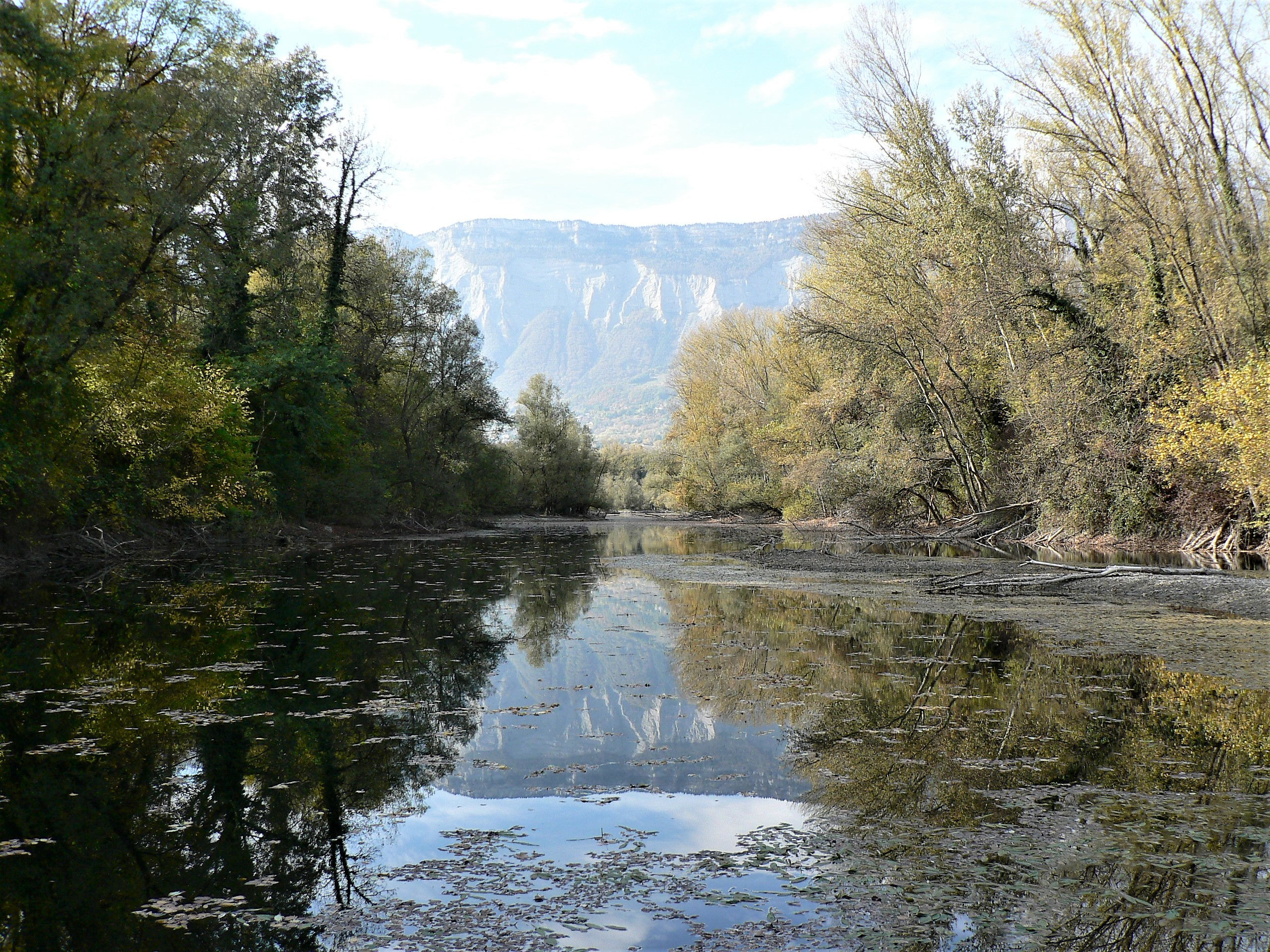
Paysage du Bois de la Bâtie

Saint-Ismier est l'une des communes adhérentes du parc naturel régional de Chartreuse. Elle héberge également un espace naturel protégé.
L'Espace naturel sensible du Bois de la Bâtie, situé dans un ancien bras de l'Isère et partagé avec la commune voisine du Versoud. Il comprend une forêt alluviale préservée, un plan d’eau ( le Bois Français), un verger conservatoire et des mares pédagogiques. Un sentier aménagé permet d'observer les castors, des cygnes, des foulques, des poules d’eau, des martins-pêcheurs et de nombreuses espèces de libellules.

### Espaces verts et fleurissement

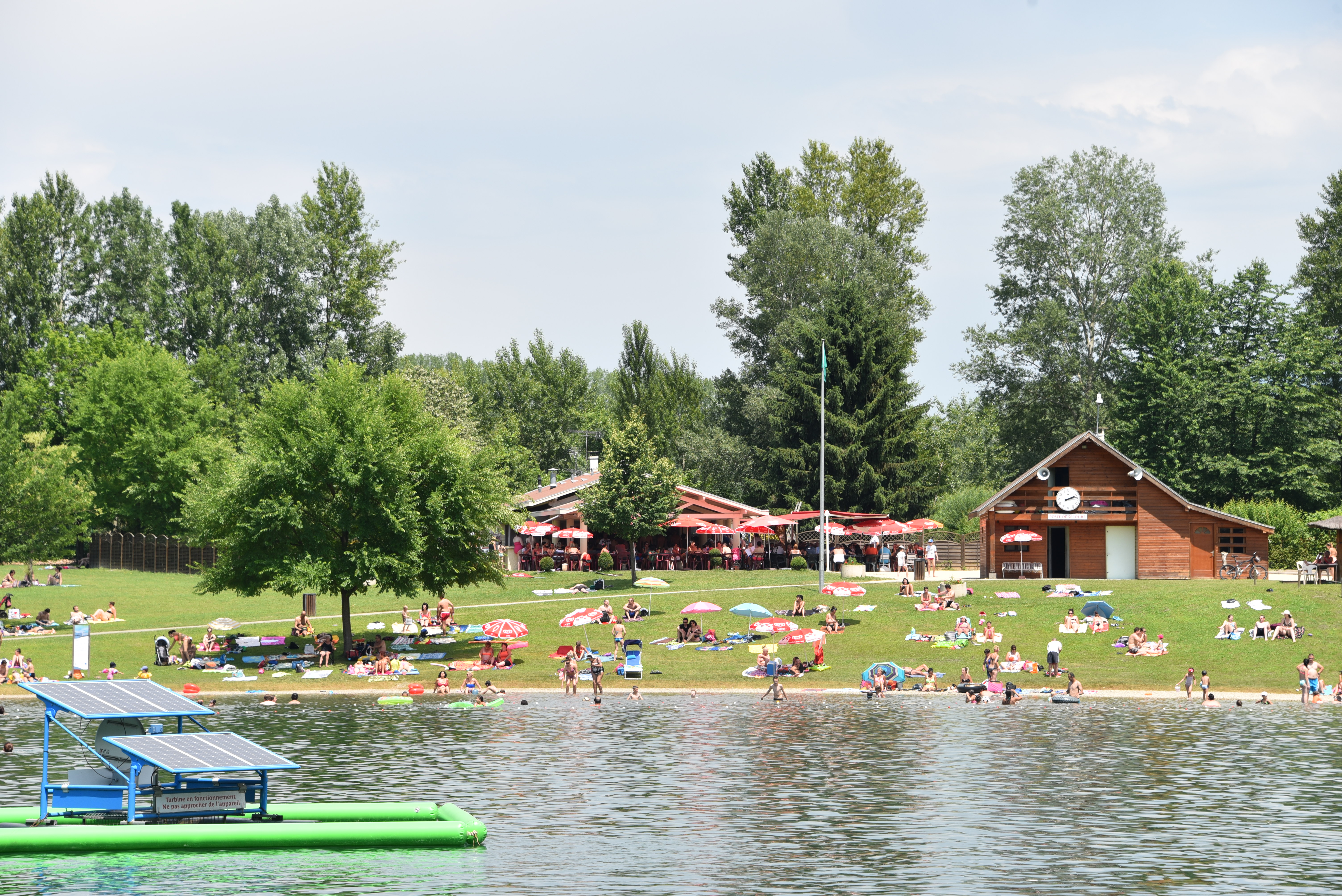
Le Bois français.

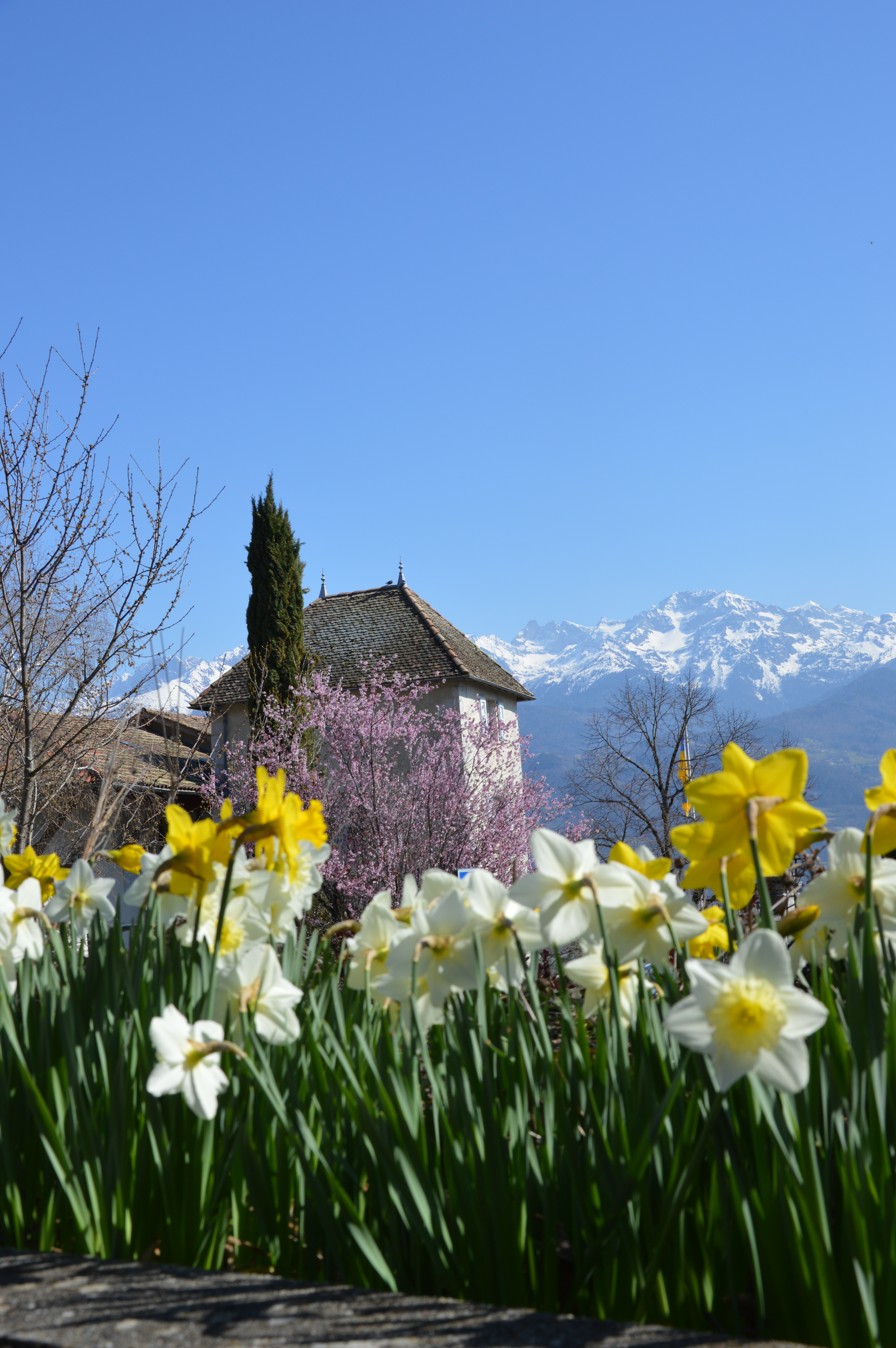

En mars 2017, la commune obtient une fleur au concours des villes et villages fleuris, ce label récompense le fleurissement de la commune.
La base de loisirs du Bois Français qui correspond à un ancien bras de l'Isère est située en grande partie sur le territoire de la commune, en limite du territoire de la commune voisine du Versoud. De nombreuses activités y sont proposées : baignade, ski nautique, aviron...

### Personnalités liées à la commune
- Jean Gabriel Marchand (1765-1851), général des armées de la République et de l'Empire, est décédé à Saint-Ismier.
- Joseph Désiré Félix Faure dit Félix-Faure (1780-1859), pair de France, possédait le "Clos Faure", domaine constitué aujourd'hui par la mairie et le lotissement de la Fontaine Amélie. Ami de Stendhal, ce dernier vint l'y visiter à plusieurs reprises[62],[63].
- Stendhal (1783-1842), outre ses liens d'amitié avec Joseph Désiré Félix Faure, en a eu aussi avec François et Victorine Bigillion, dont le père était propriétaire d'une maison chemin de Ribotière à Saint-Ismier[64],[63]. Il a d'autre part écrit une nouvelle intitulée Le chevalier de Saint-Ismier, dont l'action se situe principalement à Bordeaux au XVIIe siècle[65].
- Jacques Louis Randon (1795-1871), militaire et homme politique, maréchal de France et gouverneur de l'Algérie, inhumé dans la chapelle Notre-Dame-de-la-Vallée, dite chapelle du Maréchal Randon, a proximité du lycée horticole.
- René Gosse (1883-1943), mathématicien, doyen d'université et résistant français assassiné à Saint-Ismier, où il est inhumé.
- Louise Morel (1898-1974), artiste peintre, est décédée à Saint-Ismier où elle s'était retirée dès 1962.
- Fernand Petzl (1913-2003), spéléologue et entrepreneur, y a passé une grande partie de sa vie[66]
- Michel Ringeval ancien joueur et entraîneur de rugby à XV réside à Saint-Ismier[67].
- Coralie Frasse Sombet, skieuse française qui a grandi et réside à Saint-Ismier.
- Bernard Thévenet, ancien cycliste français et double vainqueur du Tour de France réside à Saint-Ismier dont il a été conseiller municipal.

### Héraldique
| Blason de Saint-Ismier | Blason  | Écartelé : au premier d'or à un saint d'argent vétu d'azur et nimbé de gueules, les deux avant-bras tourné vers le haut, adextré de la lettre S et senestré de la lettre I le tout d'argent, au deuxième d'azur à trois monts d'argent rangés en bande et brochant sur le tout trois sapins également d'argent et rangés vaguement en bande, au troisième d'azur à une grappe de raisin fruitée, feuillée et tigée d'argent, au quatrième d'or à un dauphin d'azur, crêté, barbé, loré, peautré et oreillé de gueules. |
| Blason de Saint-Ismier | Détails | Le statut officiel du blason reste à déterminer. |